# Cuébris
Cuébris (okzitanisch Cuèbri, italienisch Quebris) ist eine französische Gemeinde im Département Alpes-Maritimes in der Region Provence-Alpes-Côte d’Azur. Sie gehört zum Arrondissement Nizza und zum Kanton Vence.
Aufgrund seiner Lage war es ein wichtiger befestigter Kontrollposten, dessen Mauern erst 1760 mit dem Vertrag von Turin abgebrochen wurden. Noch während des Spanischen Erbfolgekrieges wurde es von einer Kompanie des Régiment de La Reine im Juni 1704 sieben Tage lang gegen feindliche Angriffe verteidigt.

## Geographie
Cuébris liegt in den französischen Seealpen, im Regionalen Naturpark Préalpes d’Azur. Die angrenzenden Gemeinden sind La Penne, Saint-Antonin und Ascros im Norden, Pierrefeu im Osten, Roquestéron und Sigale im Süden, Sallagriffon im Westen und Saint-Pierre im Nordwesten.

## Bevölkerungsentwicklung
| Jahr      | 1962 | 1968 | 1975 | 1982 | 1990 | 1999 | 2006 | 2012 |
| --------- | ---- | ---- | ---- | ---- | ---- | ---- | ---- | ---- |
| Einwohner | 78   | 63   | 91   | 140  | 179  | 180  | 198  | 122  |